# 스넬의 법칙

공기(n_{1})에서 물(n_{2})로 진행하는 빛의 굴절

매질에 따른 빛의 속도와 굴절 현상

스넬의 법칙(Snell's law), 굴절의 법칙(the laws of refraction)은 굴절에 관한 물리 법칙이다. 네덜란드의 수학자 빌러브로어트 스넬리우스(Willebrord Snellius)를 따라 이름 붙여졌다. 프랑스에서는 데카르트의 법칙(la loi de Descartes) 또는 스넬-데카르트의 법칙(la loi de Snell-Descartes)라고도 부른다.
굴절률이 n1과 n2로 서로 다른 두 매질이 맞닿아 있을 때 매질을 통과하는 빛의 경로는 매질마다 광속이 다르므로 휘게 되는데, 그 휜 정도를 빛의 입사 평면 상에서 각도로 표시하면 θ1과 θ2가 된다. 이때 스넬의 법칙은 다음과 같이 정의된다.
{\displaystyle {\frac {\sin \theta _{1}}{\sin \theta _{2}}}={\frac {v_{1}}{v_{2}}}={\frac {\lambda _{1}}{\lambda _{2}}}={\frac {n_{2}}{n_{1}}}}
또는
{\displaystyle n_{1}\sin \theta _{1}=n_{2}\sin \theta _{2}\ .}

## 역사
이집트 알렉산드리아에 사는 그리스인 프톨레마이오스는 반사각과 관련한 관계를 발견했지만 작지 않은 각도의 경우에는 정확도가 떨어졌다. 프톨레마이오스는 부분적으로는 그의 자료를 이론에 억지로 끼워맞추면서 정확한 법칙을 발견했다고 믿었다. (확증편향 참고) 이븐 알하이삼은 그의 책 《Book of Optics》(1021년)에서 반사의 법칙에 대한 발견에 거의 다가섰으나 이 단계를 밟지는 않았다.
이 법칙의 이름이 네덜란드의 천문학자 빌러브로어트 스넬리우스(1580~1626년)의 이름을 따온 것이지만, 실제 법칙은 과학자 이븐 사흘이 984년 바그다드 법정에서 최초로 정확히 기술하였다. On Burning Mirrors and Lenses라는 글에서 사흘은 이 법칙을 사용하여 기하학적 수차 없이 빛의 초점을 맞추는 렌즈 모양을 가져왔다.
이 법칙은 1602년 토머스 헤리엇이 재발견하였으나 이 주제에 대해 케플러와 서신을 주고받았음에도 불구하고 그의 결과물을 출판하지는 않았다. 1621년 빌러브로어트 스넬리우스(스넬)는 수학적으로 동등한 형태를 끌어내었으나 그의 생애 동안에는 출판하지 않은 채로 두었다.

## 법칙에 따른 접근 방법
이러한 스넬의 법칙은 두 매질 간의 투자율이 서로 같을 경우에만 성립한다. 만일 두 매질 간의 투자율이 서로 같지 않을 경우 스넬의 법칙을 이용하여 굴절각을 구하는 시도는 성공하지 않으며 다른 방식으로 접근하여야만 한다.
스넬의 법칙은 프레넬 방정식의 일부이며, 빛이 진행하는 경로에 대한 페르마의 원리로도 설명할 수도 있다.

## 같이 보기
- 하위헌스 원리
- 페르마의 원리
- 프레넬 방정식
- 굴절, 굴절률
- 복이차굴절방정식